# Долиновка (Львовская область)
Долиновка (укр. Долинівка) — село в Козёвской сельской общине Стрыйского района Львовской области Украины.
Население по переписи 2001 года составляло 310 человек. Занимает площадь 1,37 км². Почтовый индекс — 82642. Телефонный код — 3251.

## История
В 1946 году указом ПВС УССР село Фелиценталь переименовано в Долиновцы.